# Adria (Reederei)
Die Adria war die bedeutendste ungarische Reederei zur Zeit Österreich-Ungarns. Sie wurde 1882 mit einem Grundkapital von 2,5 Millionen Gulden als „Adria“ Magyar Tengerhajózási Részvénytársaság (Ungarische Seeschiffahrts A.G. „Adria“) gegründet und arbeitete mit bis zu 35 Schiffen bis 1936. Ihr Wahlspruch war: Hazának Használj (Sei deinem Land nützlich).

## Geschichte

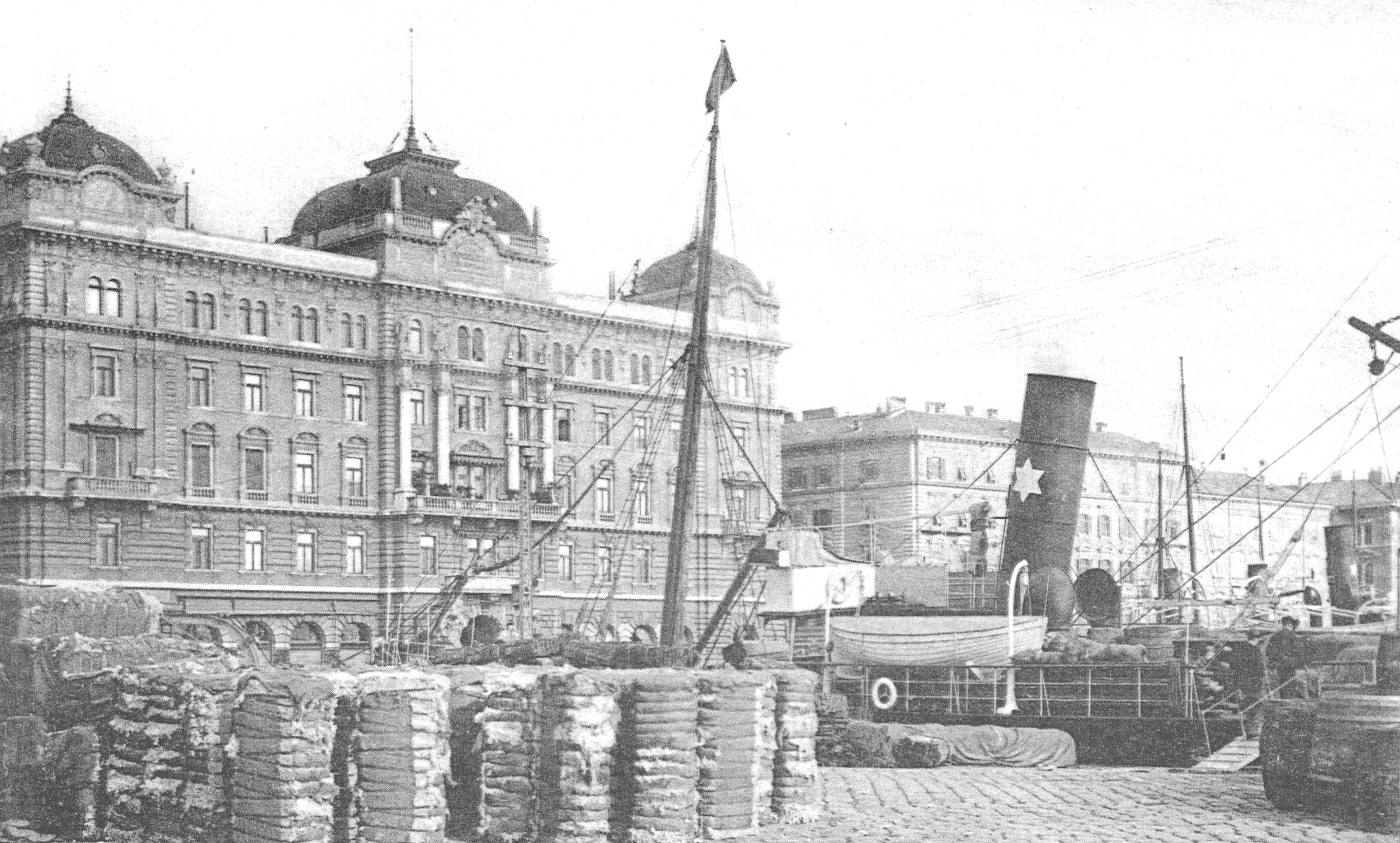
Adria-Palast in Fiume (1897), Sitz der Adria AG

### Gründung der Gesellschaft
Ausgangspunkt der Unternehmensgründung war die Tätigkeit der 1879 von Gottfried Schenker gegründeten Adria Steamship Company. 1880 wurde in einem Abkommen zwischen der Adria Steamship Company und dem Königreich Ungarn, das nach dem Ausgleich zwischen Österreich und Ungarn von 1867 bestrebt war, seinen Seehandel so unabhängig wie möglich von Österreich zu betreiben, vereinbart, jährlich 170 Fahrten nach Großbritannien durchzuführen. Damit verbunden war eine jährliche Förderung von 150.000 Gulden. Dennoch musste die Gesellschaft 1882 Konkurs anmelden und wurde aufgelöst.
Zur Fortführung des ungarischen Seehandels wurde nun die Adria als Aktiengesellschaft mit einem Grundkapital von 2,5 Millionen Gulden gegründet, die ihren Sitz zunächst ausschließlich in Budapest hatte, später auch in Fiume (Rijeka). Am 15. Jänner 1882 lief das erste Schiff der neu gegründeten Gesellschaft, die Szapáry aus, die bereits am 27. Dezember desselben Jahres an der irischen Küste, mit einer Mehlfracht von Fiume für Dublin und Glasgow unterwegs, auf Grund lief und zerstört wurde.

### Ausbau des Liniendiensts

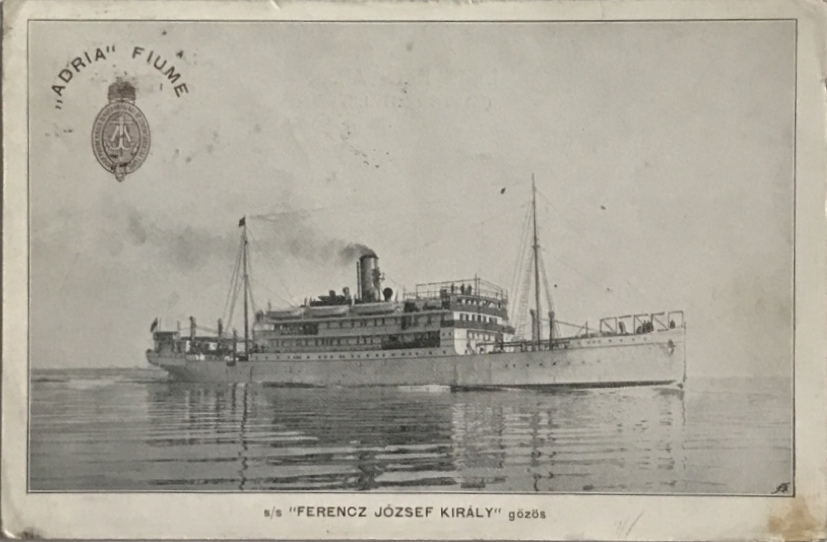
„Ferencz József Király“ (König Franz Joseph I.) – offizielle „Adria“-Postkarte von ca. 1913

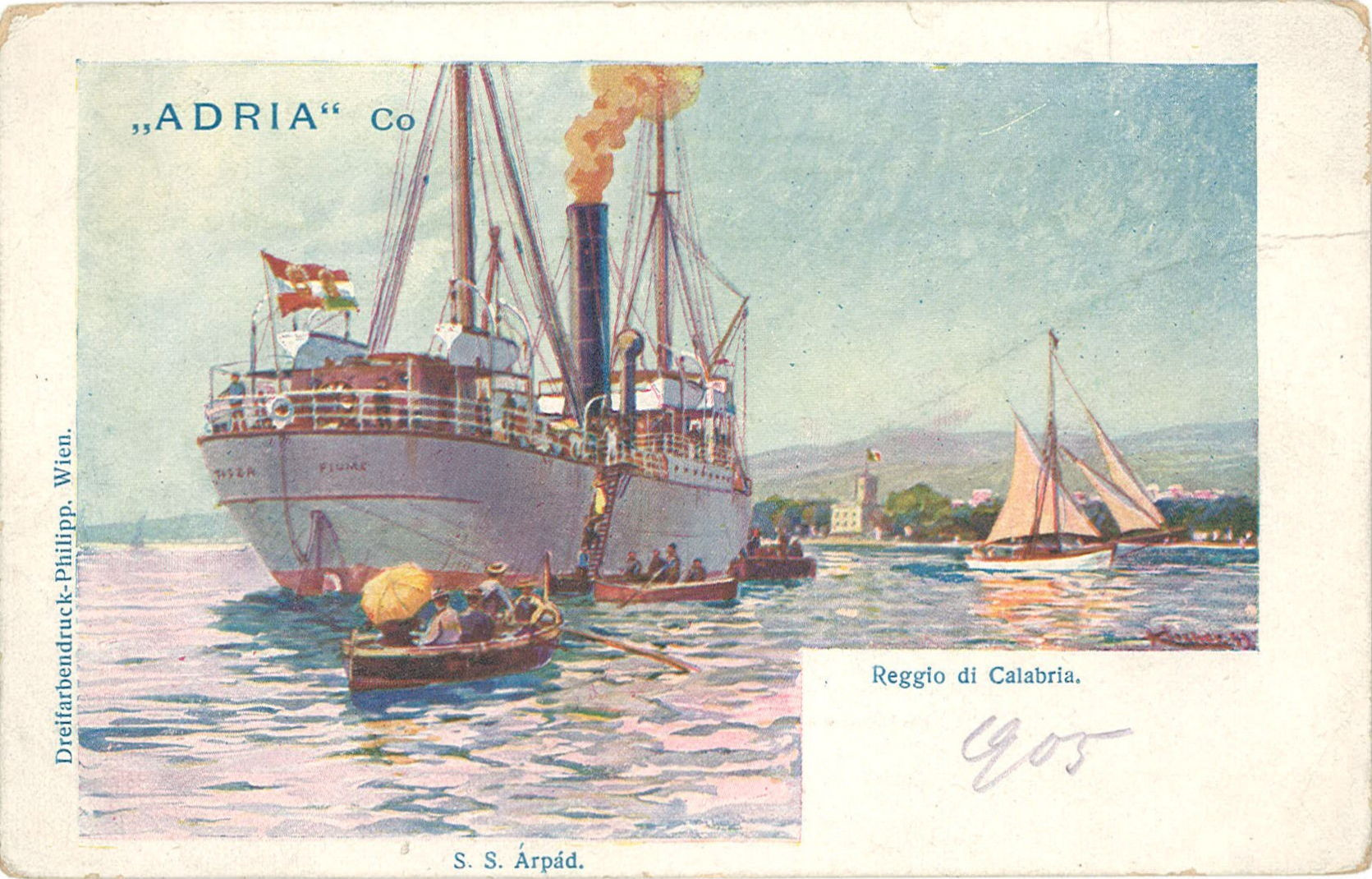
„Tisza“ von Achtern (Postkarte von ca. 1905, Sujet: A. Kircher)

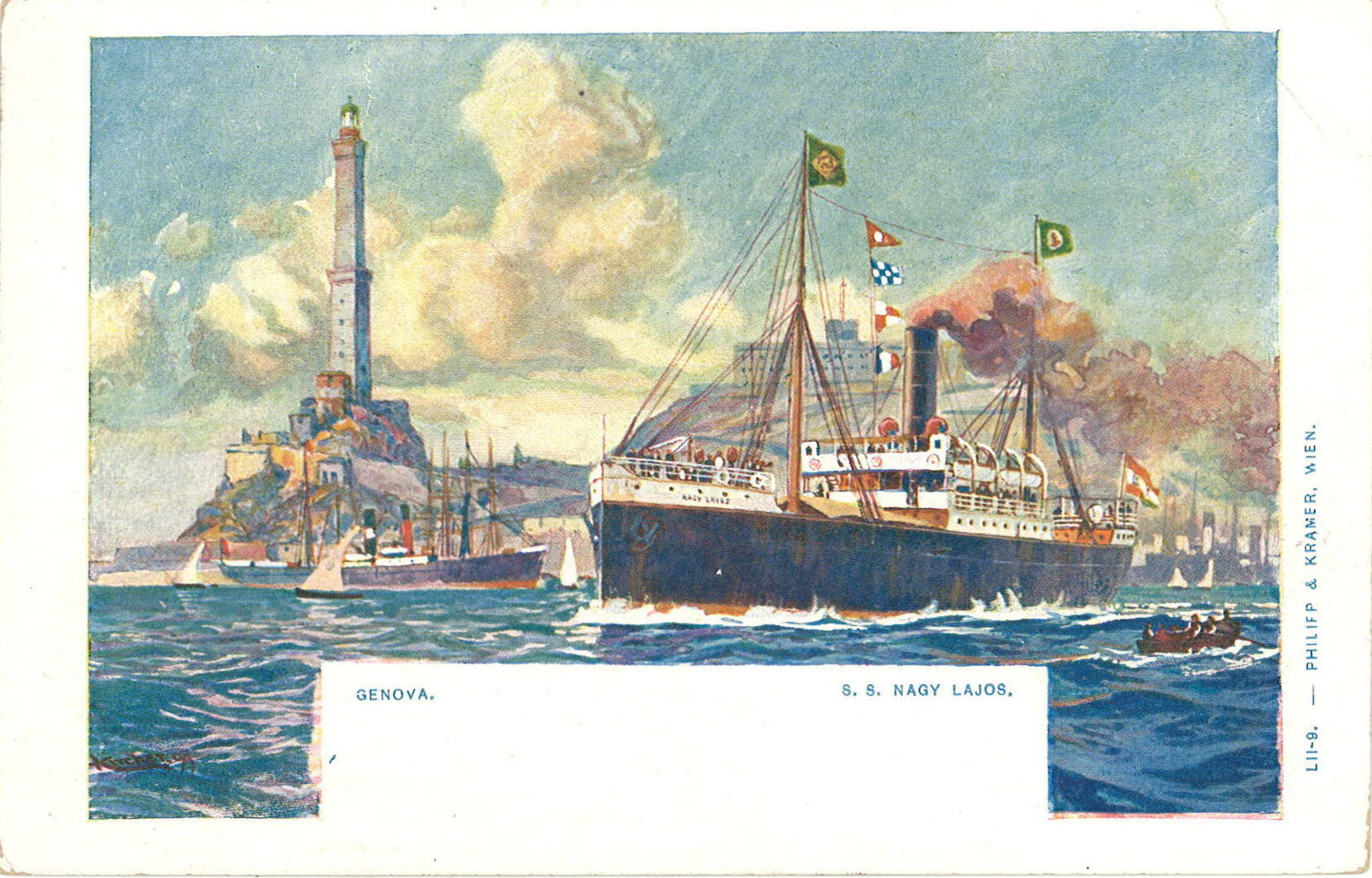
„Nagy Lajos“ (Postkarte von ca. 1905, Sujet: A. Kircher)

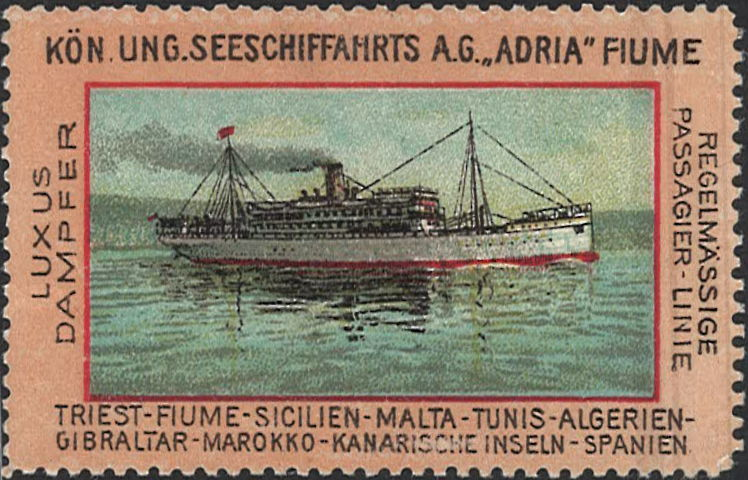
Werbevignette mit unbenanntem Dampfer der Adria für Mittelmeerreisen, (58 × 36 mm)

1885 konnte der Liniendienst nach Malta, Tunis und Algerien erweitert werden – zudem wies das Unternehmen erstmals Gewinne aus: 80.000 Gulden. 1886 erreichte die Flotte einen Umfang von 10 Dampfschiffen.
Nachdem zunächst im Ergebnis des Österreichisch-Ungarischen Ausgleichs von 1867 der Österreichische Lloyd 1872 in Österreichisch-Ungarischer Lloyd (Lloyd Austro-Ungarico) umbenannt worden war, kam es aufgrund unterschiedlicher Interessen bei der Subventionierung des Lloyd und seiner direkten Konkurrentin, der „Adria“, zu wachsenden Differenzen zwischen den Regierungen in Wien und Budapest. Schließlich gab der ungarische Staat seine Beteiligung am Lloyd und dessen Mitsubventionierung auf, der daraufhin ab 1891 wieder unter seinem alten Namen firmierte, und konzentrierte seine Fördermaßnahmen auf die „Adria AG“, nahm aber gleichzeitig auch Einfluss auf die Gründung der ebenfalls in Fiume ansässigen Ungaro-Croato, einem Zusammenschluss kleinerer Reedereien. Im selben Jahr wurde dann zwischen dem ungarischen Staat und der Adria ein neuer Vertrag mit einer Laufzeit von 10 Jahren abgeschlossen. Darin verpflichtete sich die Adria, ihre Flotte auf 25 Schiffe und den Liniendienst wie folgt zu erweitern:
- 24 Fahrten jährlich nach Liverpool
- 18 nach Glasgow in
- 18 nach spanischen, portugiesischen oder einem westlichen Hafen Frankreichs
- 12 nach Leith
- 12 nach Hull oder Newcastle
- 12 nach Rouen
- 12 nach Bordeaux
- 12 nach den östlichen Häfen Italiens, ferner Sizilien, Malta oder Tunis
- 6 nach Hamburg
- 6 nach Brasilien – abwechselnd mit dem Österreichischen Lloyd (ab 1907 übernahm die Brasilienfahrten die Austro-Americana).

Im Gegenzug stiegen die jährlichen Subventionen durch den ungarischen Staat auf 570.000 Gulden und erhielt die Gesellschaft die Erlaubnis, sich „königlich-ungarisch“ („Magyar királyi“) nennen zu dürfen. Auf der Grundlage der vertraglich zugesagten Subventionen nahm die Adria zur Beschaffung der vorgesehenen Schiffe eine Kapitalerhöhung auf 1.250.000 Gulden vor und begab 1892 über ein Bankenkonsortium eine Prioritäts-Anleihe von 3.000.000 Gulden.
Der neue Vertrag sicherte der ungarischen Regierung einen bedeutenden Einfluss in der Gesellschaft. Zugleich wurde die Adria, wie bisher nur der Österreichische Lloyd, verpflichtet, im Kriegsfalle Fahrten für militärische Zwecke durchzuführen – also Transporte von Truppen, Verpflegung und Kriegsmaterial. 1901 wurde der Vertrag bei im Wesentlichen unveränderten Kernbedingungen bis zum 31. Dezember 1921 verlängert, wobei der Vertrag nunmehr 23 zu bedienende Destinationen auflistete. Allerdings war nun eine Aufstockung des Schiffsbestands bis Ende 1902 auf 35 und nach 1911 nochmals um 5 Einheiten vorzunehmen. Die zu beschaffenden Dampfer hatten bei einer Probefahrt eine Fahrtgeschwindigkeit von mindestens 10 sm zu entwickeln. Weiter waren die Personenbeförderungsgebühren vom ungarischen Handelsminister zu genehmigen und die Frachttarife detailliert reglementiert. Auch war eine Abstimmung der Fahrkartenausgabe und der durchgehenden Gepäckbeförderung für Passagiere der Adria, die auch die ungarischen Staatsbahnen mit benutzten, vorgeschrieben.
Schließlich war die Gesellschaft bei ihrer gesamten Geschäftspolitik den vaterländischen Interessen verpflichtet, was die Bevorzugung ungarischer Produkte und Dienstleistungen einschloss. Die wertmäßig unveränderten Subventionen sollten nun in Höhe von 1.140.000 Kronen (Forint) in nachschüssigen Monatsraten von 95.000 Kronen ausbezahlt werden. In der Folge wurden die auf der Vertragsbasis geleisteten Dienste der Adria in der ungarischen Parlamentsopposition teilweise kritisch debattiert, da die vertraglich vorgesehenen Schiffsneubauten nicht realisiert und die vorgesehenen Routen nur teilweise bedient worden seien.
1898 kam es zwischen der österreichischen und ungarischen Regierung zum Abschluss eines Übereinkommens zur Aufteilung der Verkehrszonen zwischen dem Lloyd und der Adria. Danach wurden „dem Oesterreichischen Lloyd der Orient, Ostafrika, Indien, China und Japan, der ungarischen Seeschiffahrts-Gesellschaft „Adria“ der Westen, namentlich Italien, Malta, Spanien, Frankreich, Großbritannien,  Nord- und Westafrika (Aegypten ausgenommen) und Nordamerika vorbehalten bleiben. Das Gebiet des schwarzen Meeres ist neutral.“

### Vergnügungsfahrten
Die Adria führte analog dem Österreichischen Lloyd Vergnügungsfahrten durch, allerdings in deutlich geringerem Umfang. Für die Saison 1907 sind z. B. wöchentliche Fahrten auf den Mittelmeerrouten Fiume-Bari-Neapel-Genua-Marseille-Barcelona-Valencia-Triest-Fiume und Fiume-Triest-Bari-Neapel-Genua-Marseille-Nizza-Genua-Fiume belegt.

### DieAdriaim Ersten Weltkrieg
Bei Kriegsausbruch 1914 umfasste die Flotte der Adria 33 Dampfschiffe. Im Vergleich zum Österreichischen Lloyd war sie aber nicht nur zahlenmäßig, sondern auch hinsichtlich ihrer Tonnage deutlich kleiner. Während die 65 Schiffe des Lloyd Tonnagen von ca. 2.000 bis zu 8.500 BRT aufwiesen, bewegten sich die Schiffe der Adria durchschnittlich im Bereich von 1.500 bis 3.000 BRT. Das größte Schiff, die Arad, wies 3.927 BRT auf.

### Die Reederei von 1918 bis 1936
Nach Kriegsende kehrten nur 25 Schiffe zurück, die zunächst unter interalliierter Flagge fahren mussten. Die Gesellschaft wurde von einer finanzstarken Gruppe, unter ihnen mit Alberto und Oscar Angehörige der Cosulich-Familie, übernommen und in Società anonima de Navigazione marittima Adria umbenannt. Die Haupthäfen waren bis 1924 Venedig und Voloska, danach wieder Fiume. 1936 wurde der Betrieb aus finanziellen Gründen eingestellt. Flotte und Personal wurden von der neapolitanischen Reederei Tirrenia di Navigazione übernommen.

## Unternehmenssitze
1897 wurde der von dem Architekten Francesco Mattiassi in neobarocken Formen entworfene und von dem Triestener Giacomo Zammattio in Fiume errichtete Adria-Palast fertiggestellt. Er trägt figürlichen Schmuck mit maritimen Motiven von Sebastiano Bonomi.
1903 wurde dann auch in Budapest ein Unternehmenssitz eröffnet. Er befand sich im zweiten und dritten Geschoss des am Szabadság tér (Platz der Freiheit) Nr. 16 gelegenen, ebenfalls neobarocken Adria-Palasts (Adria hajóstársaság palotája), der von dem aus Deutschland stammenden Architekten Arthur Meinig entworfen worden war.

## Werbung, Fahrpläne, Agenturen
Zur Information der Passagiere über die von der Adria betriebenen Linien und die Abfahrtszeiten legte die Reederei in verschiedenen Sprachen Werbematerialien auf und inserierte auch in verschiedenen Zeitungen und Zeitschriften, wie in Der Flagge.

Wie alle größeren Reedereien hatte auch die Adria ein vor allem Europa umspannendes Netz von Agenturen in vielen Hauptstädten, wie Amsterdam, Dublin, Kopenhagen, Lissabon oder Paris, und Hafenstädten aufgebaut, die gezielt vor Ort für die Gesellschaft werben konnten und die Schiffspassagen an die Reisenden verkauften. Aus der abgebildeten Fahrplaninformation geht für Deutschland allerdings nur die in Hamburg ansässige Handelsfirma A. C. de Freitas & Co. als Vertreterin hervor. Doch bereits 1892 erteilten sich beide Firmen gegenseitige Generalagenturen. Aber auch in Nordafrika (Casablanca, Oran, Tanger, Tunis) und sogar in Südamerika (Rio de Janeiro, Montevideo, Buenos Aires) waren Vertreter der Adria präsent.

## Sonstiges
Das heute baulich teilweise vernachlässigte Adria-Gebäude in Budapest war Drehort der ersten Episode der 2016 ausgestrahlten britischen Fernsehserie Maigret  mit Rowan Atkinson in der Hauptrolle.